# Horário de Verão do Leste Europeu
| roxa          | Horário dos Açores / Horário de Verão dos Açores (UTC-1 / UTC±0)                    |
| Azul claro    | Horário da Europa Ocidental (UTC±0)                                                 |
| Azul          | Horário da Europa Ocidental / Horário de Verão da Europa Ocidental (UTC±0 / UTC+1). |
| Vermelho      | Horário da Europa Central / Horário de Verão da Europa Central (UTC+1 / UTC+2).     |
| Amarelo claro | Horário de Kaliningrado (UTC+2).                                                    |
| Amarelo       | Horário do Leste Europeu / Horário de Verão do Leste Europeu (UTC+2 / UTC+3).       |
| Verde claro   | Horário da Turquia, Horário de Moscovo (UTC+3).                                     |

Horário de Verão do Leste Europeu (também conhecido pela sigla EEST, do inglês Eastern European Summer Time) é um dos nomes da zona horária UTC+3, 3 horas acima do Tempo Universal Coordenado. É usado durante o Verão para guardar horas de luz natural em alguns territórios e países europeus, norte-africanos e do Médio-Orientais. Durante o Inverno, usam o Horário do Leste Europeu (UTC+2).

## Uso
Os seguintes países e territórios usam o Horário de Verão do Leste Europeu durante o Verão:
- Bielorrússia, entre 1981 e 1989 Horário de Verão de Moscovo, regularmente EEST desde 1991
- Bulgária, regularmente desde 1979
- Chipre, regularmente desde 1979
- Egipto, regularmente antes de 1970
- Estónia, entre 1981 e 1988 Horário de Verão de Moscovo, regularmente EEST desde 1989
- Finlândia, regularmente desde 1981
- Grécia, regularmente desde 1975
- Israel, regularmente desde 1948
- Jordânia, desde 1983
- Letónia, entre 1981 e 1988 Horário de Verão de Moscovo, regularmente EEST desde 1989
- Líbano, desde 1983
- Lituânia, entre 1981 e 1988 Horário de Verão de Moscovo, regularmente EEST desde 1989, no ano de 1998 mudou para o Horário de Verão da Europa Central, mas regressou ao EEST em 2003, permanecendo até ao momento nesta zona horária
- Moldávia, entre 1981 e 1989 Horário de Verão de Moscovo, regularmente EEST desde 1991
- Roménia, regularmente desde 1979
- Síria, desde 1983
- Turquia, entre 1970 e 1978 EEST, entre 1979 e 1983 Horário de Verão de Moscovo, regularmente EEST desde 1985
- Ucrânia, entre 1981 e 1989 Horário de Verão de Moscovo, regularmente EEST desde 1992

Num ano, 1991, EEST foi usado também em Moscovo e Samara, zonas horárias da Rússia.